# Paardenmarkt Hedel

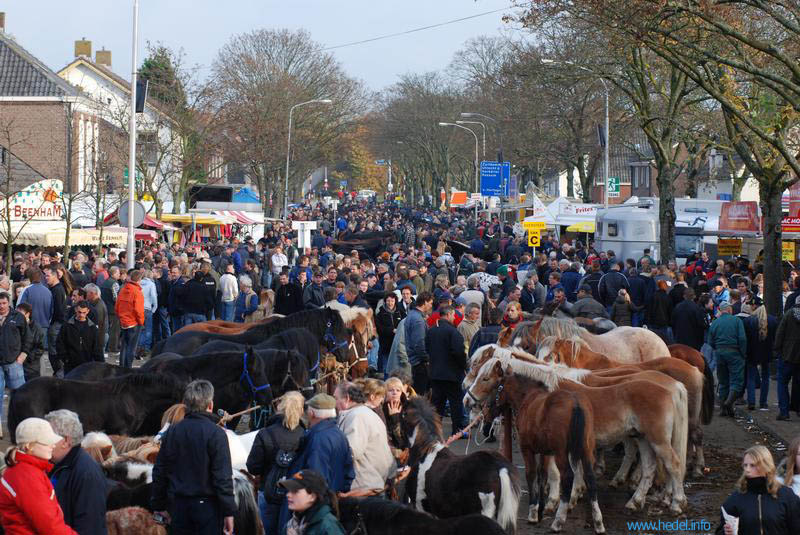
Paardenmarkt Hedel

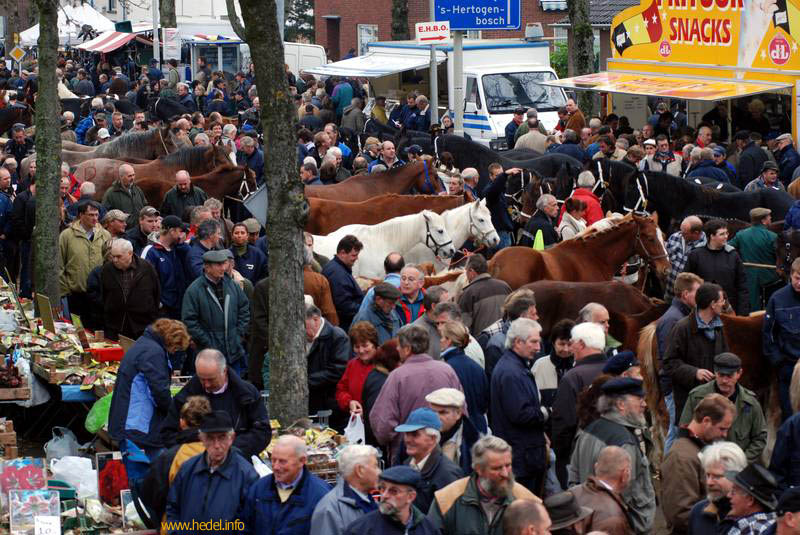
Paardenmarkt Hedel

De paardenmarkt in Hedel wordt jaarlijks elke eerste maandag na 1 november gehouden en is een van de grootste van zijn soort in Europa. Er is ook een warenmarkt en een kermis aanwezig.

## Geschiedenis
Hoelang de Hedelse paardenmarkt bestaat is niet bekend. Men denkt dat deze jaarmarkt al in de Middeleeuwen bestond. In het gemeentelijk archief is niet veel meer te vinden over de oorsprong van de markt. Tijdens de oorlogshandelingen in de Tweede Wereldoorlog is een groot deel van het oud-archief verloren gegaan. Bekend is wél dat in het jaar 1719 een verzoek is gedaan aan het Hof van Gelderland om in de Baronie Hedel een tweede markt te mogen houden en daarvoor tol te heffen. Er bestond dus al een markt. Of dat nu een paardenmarkt of een beestenmarkt (koeienmarkt) was, is niet bekend. Vanaf 1719 werden er dus twee markten gehouden, namelijk in mei en op de maandag na 1 november. Hoe dan ook, voor wat de paardenmarkt betreft houdt men het jaar 1719 aan.
Het belang van de paardenmarkt was de handel. Zo werden er vroeger ook voornamelijk werkpaarden aangevoerd, nodig voor de landbouw. Tegenwoordig ziet men vooral de zogenaamde luxepaarden en pony's. Voor de Hedelse bevolking was het evenement ook van economisch belang. Iedereen probeerde er een graantje van mee te pikken. Zo konden de eigenaren van de vele cafés extra profiteren van die dag. En vele inwoners schonken dan koffie en verkochten erwtensoep om een centje extra te kunnen verdienen. Tegenwoordig is de paardenmarkt een traditioneel gebeuren. Voor veel mensen is het dé feestdag van het jaar. De laatste jaren is er ook een kermis aan verbonden. Tot 1928 stond er alleen een draaimolen. In dat jaar verbood burgemeester Verkerk (deze was streng gereformeerd) de draaimolen. Sinds de komst van burgemeester Dronkers in 1934 kwam de draaimolen weer terug.
De Hedelse paardenmarkt was tot een aantal jaren geleden een zogenaamde vrije markt. Dat wil zeggen:
- geen officiële openings- en sluitingstijd
- geen aanlijnverbod
- geen verbod tot het afdraven van paarden op het marktterrein zelf.

Tegenwoordig worden de paarden hoofdzakelijk met veewagens aangevoerd. Vroeger gebeurde dat ook per boot of trein. Ook kwamen handelaren te voet met hun paarden.

## Cijfers
In 2009 bedroeg het aantal aangevoerde paarden 1924. Het aantal bezoekers wordt doorgaans geschat op 35.000.

## Organisatie
De organisatie is in handen van de Stichting Paardenmarkt Hedel, in samenwerking met de gemeente Maasdriel.